# Alberto Álvarez de Cienfuegos y Peña
Alberto Álvarez de Cienfuegos y Peña (Granada, 15 de agosto de 1856-Puertollano, 1923), jurista y germanista español, padre del jurista José Álvarez de Cienfuegos (1894-1959) y del escritor modernista Alberto Álvarez de Cienfuegos Cobos (1885-1957).
Se licenció en ambos derechos por la Universidad de Granada y fue catedrático de alemán en ella. Estuvo vinculado a la Institución Libre de Enseñanza y fue aficionado al montañismo. Fue vocal y director del Boletín del Centro Artístico de Granada, donde dictó conferencias en abril de 1889. Era ya vicepresidente en abril de 1892 y director de su Sección de Música en abril de 1893 y julio de 1896.